# 1263

## Починали
- 14 ноември – Александър Невски, руски княз